# رصدخانه سلطنتی گرینویچ

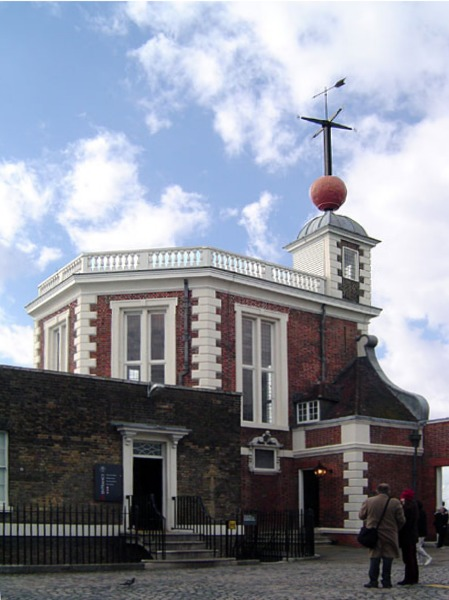
Royal Observatory, Greenwich. A time ball sits atop the Octagon Room

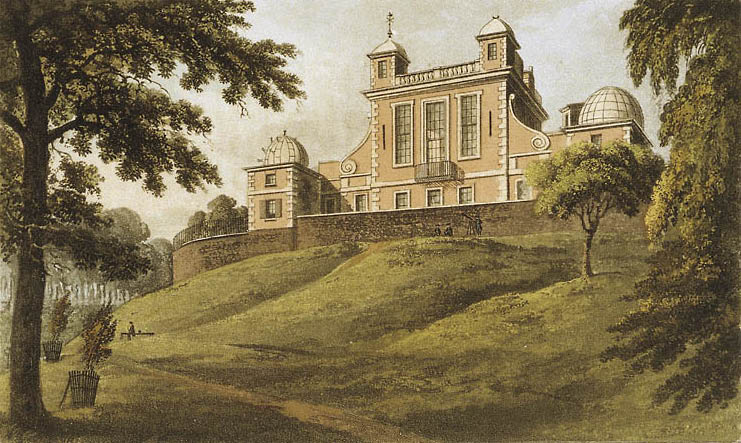
خانه فلاستمید در ۱۹۲۴

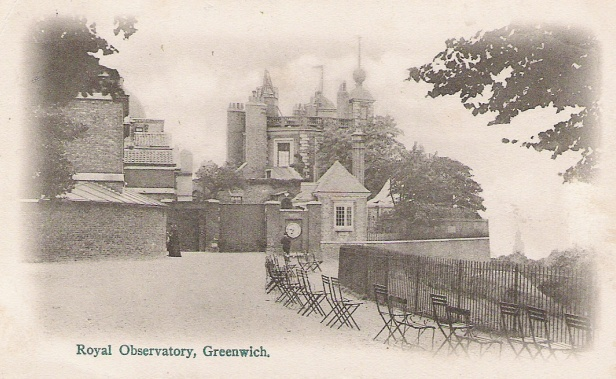
رصدخانه سلطنتی گرینویچ در ۱۹۰۲

رصدخانه سلطنتی گرینویچ (به انگلیسی: Royal Observatory, Greenwich)در سال ۱۶۷۲ توسط پادشاه چارلز دوم ساخته شد، و در ۱۰ اوت افتتاح شد. این مکان محل زندگی اخترشناس سلطنتی، جان فلمستید بود. خطی که از وسط سه‌پایه تلسکوپ سلطنتی می‌گذرد به عنوان نصف‌النهار مبدأ شناخته می‌شود.
این رصدخانه در بخش تپه مانندی از گرینویچ پارک در شهر لندن قرار دارد و مبدأ زمان گرینویچ بر پایهٔ این مکان پایه‌ریزی شده‌است.